# Зелена партия на Швейцария
Зелената партия на Швейцария (на немски: Grüne Partei der Schweiz; на френски: Les vert-e-s – Parti écologiste suisse; на италиански: I Verdi – Partito ecologista svizzero; на романшки: La Verda – Partida ecologica svizra) е лява зелена политическа партия в Швейцария.
Създадена е през 1983 година с обединението на няколко местни зелени партии. Най-голям изборен успех постига през 2007 година, когато получава 9,6% от гласовете. На изборите през 2015 година Зелената партия получава 7,1% от гласовете и 11 от 200 места в Националния съвет.